# باغ خدایان

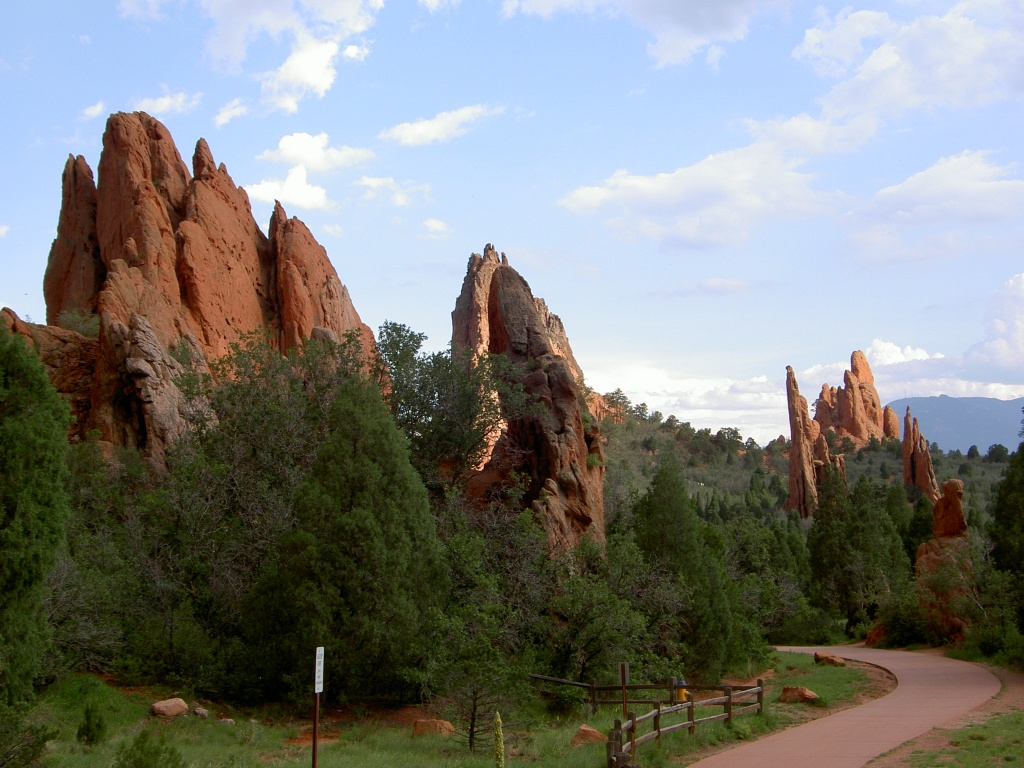

باغ خدایان یا گاردن آو د گادز (به انگلیسی: Garden of the Gods) تأسیس ۱۹۰۹، پارکی طبیعی در ایالت کلرادو در ایالات متحده آمریکا است.
این پارک که ۱۳۰۰ هکتار مساحت دارد حاوی چشم‌اندازهای طبیعی فراوان یا صخره‌هایی با شکلهای غریبی است.
این پارک در نزدیکی شهر کلرادو اسپرینگز است.

## نگارخانه

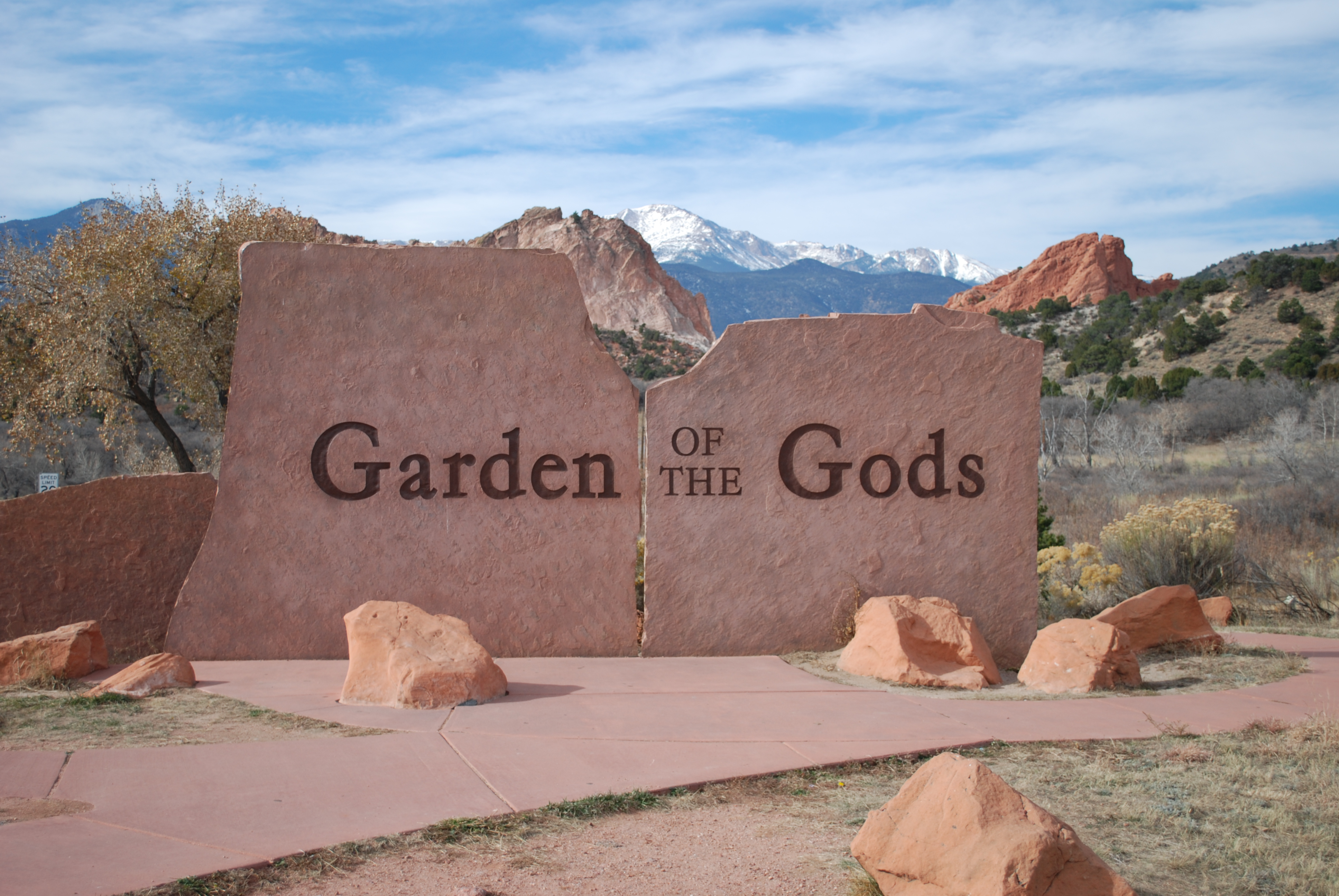
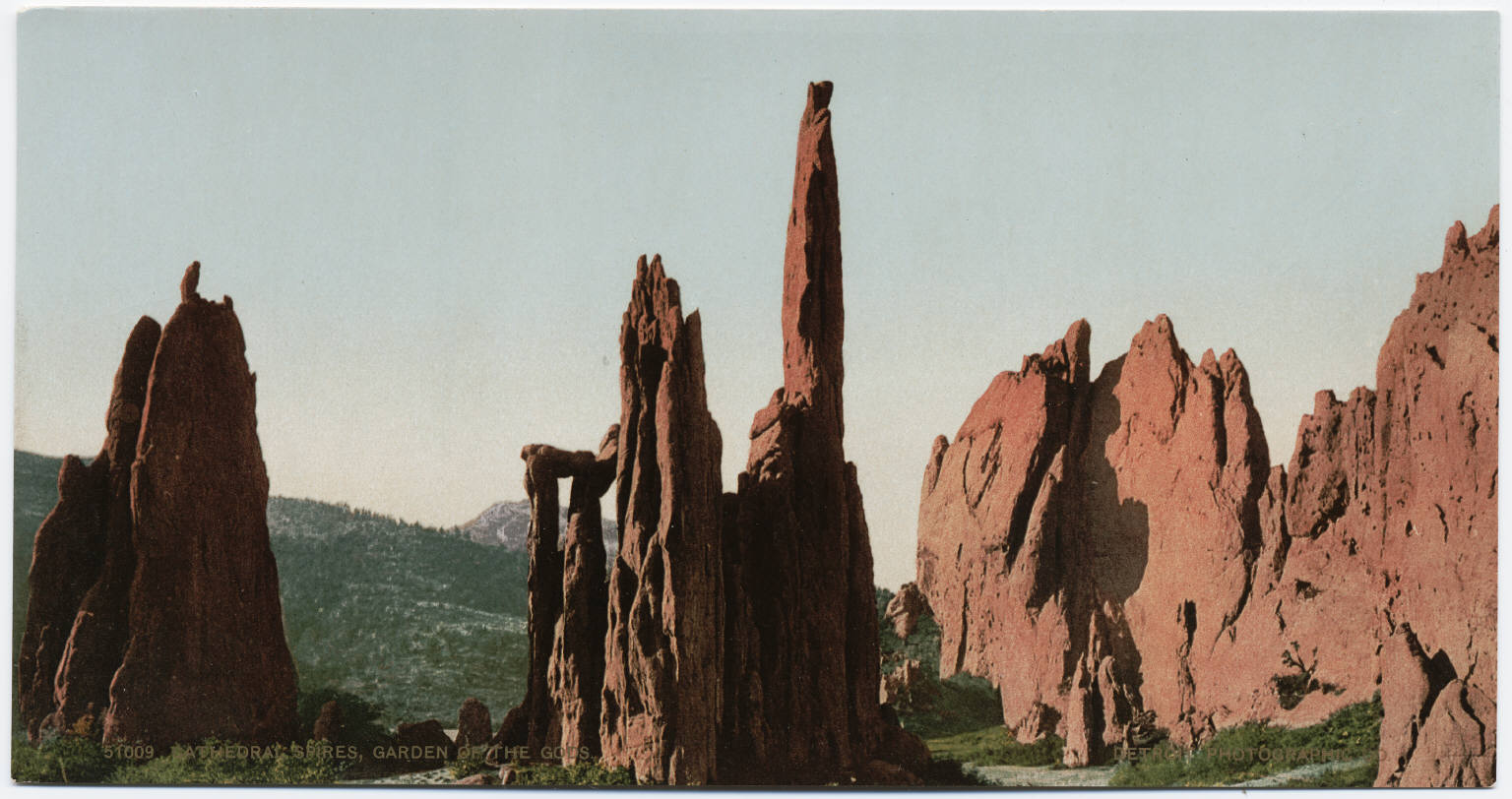
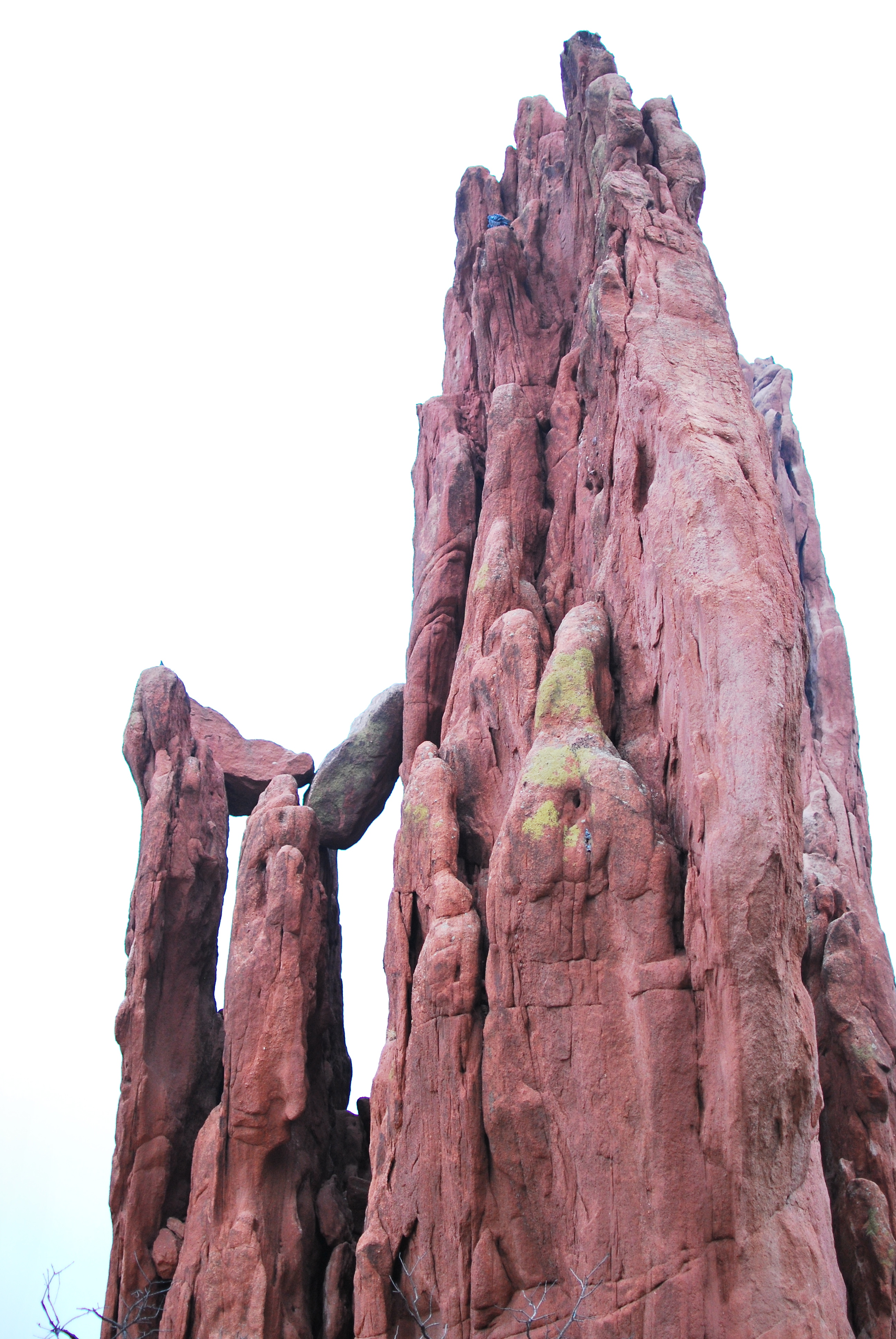
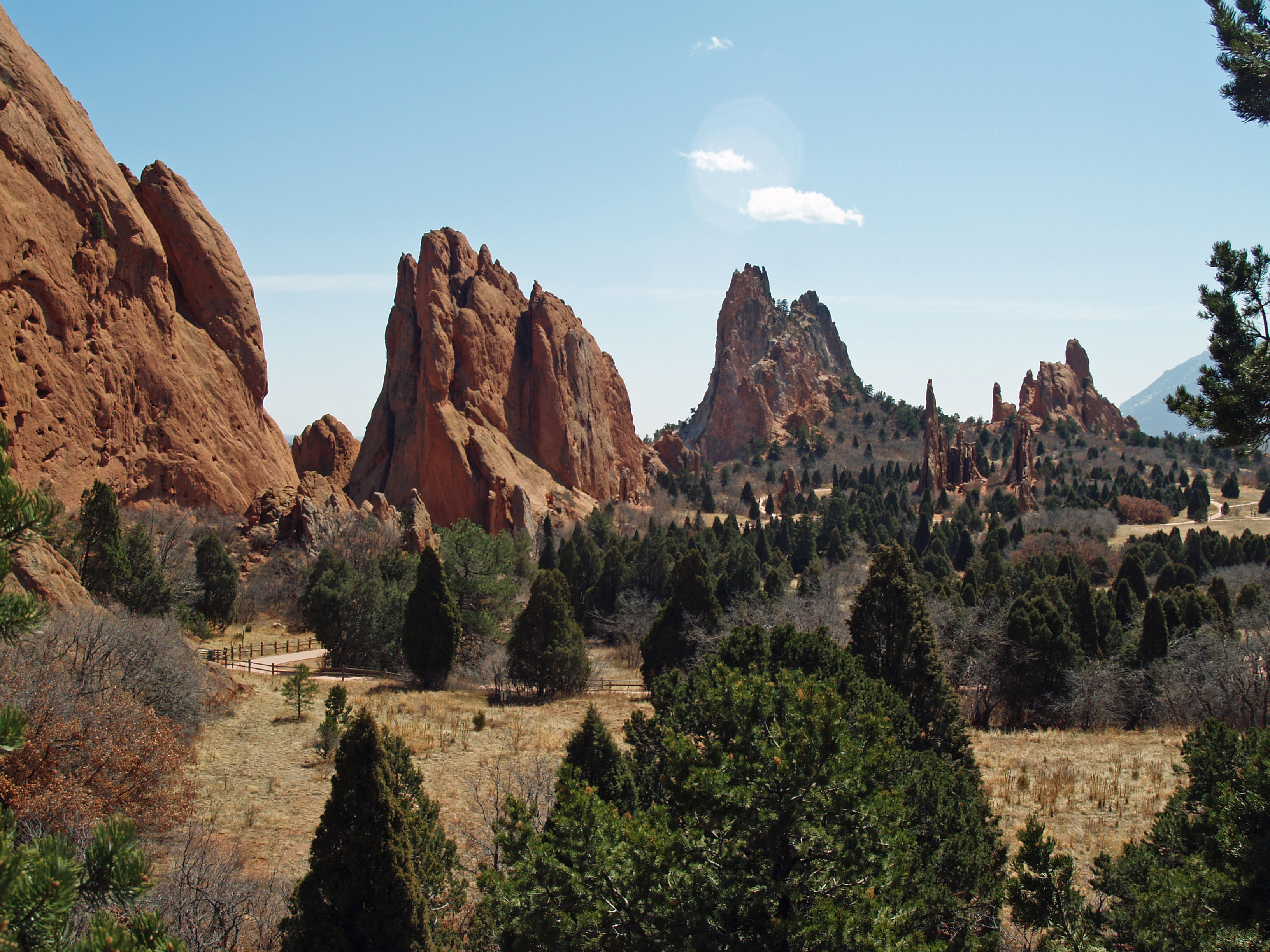
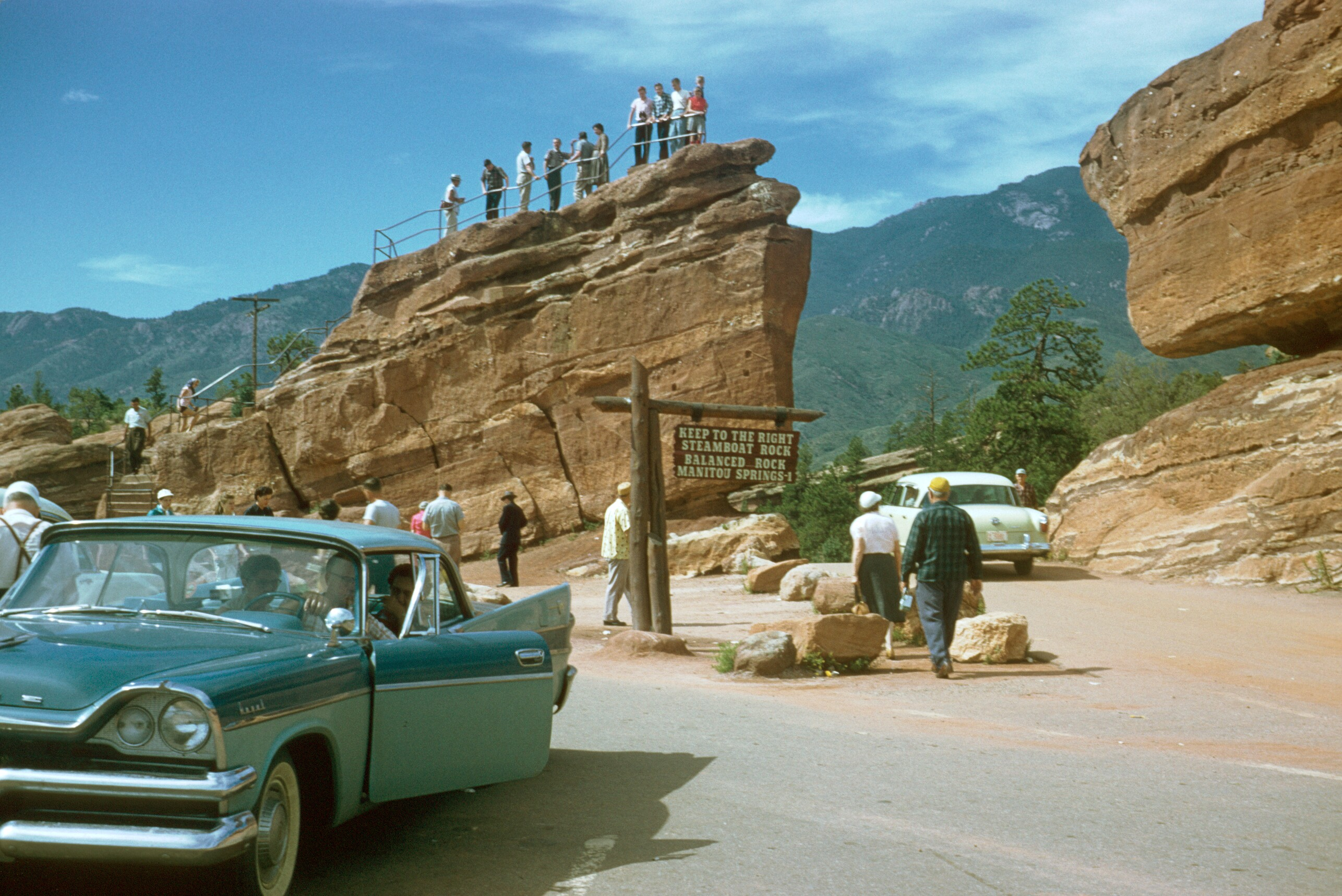
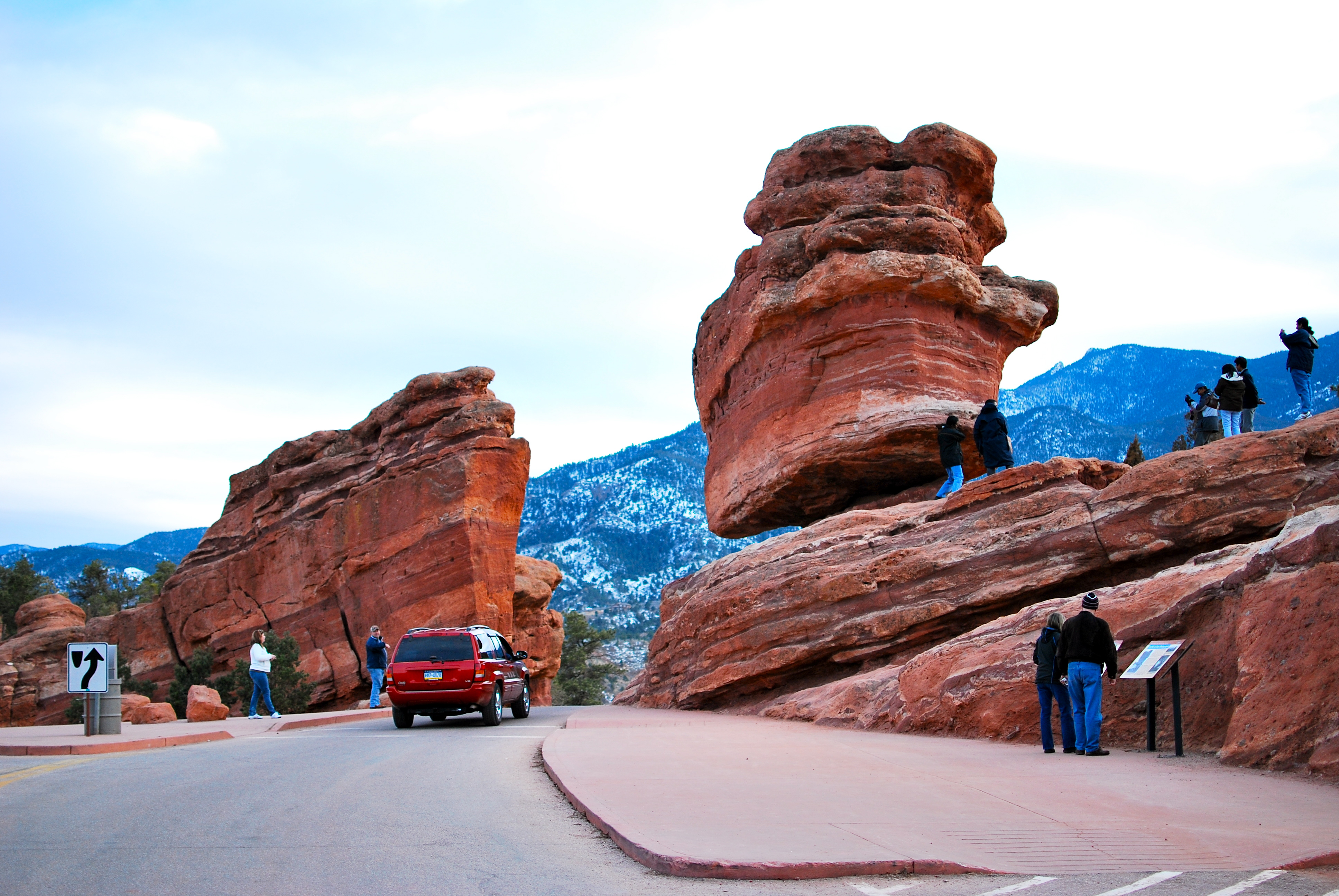
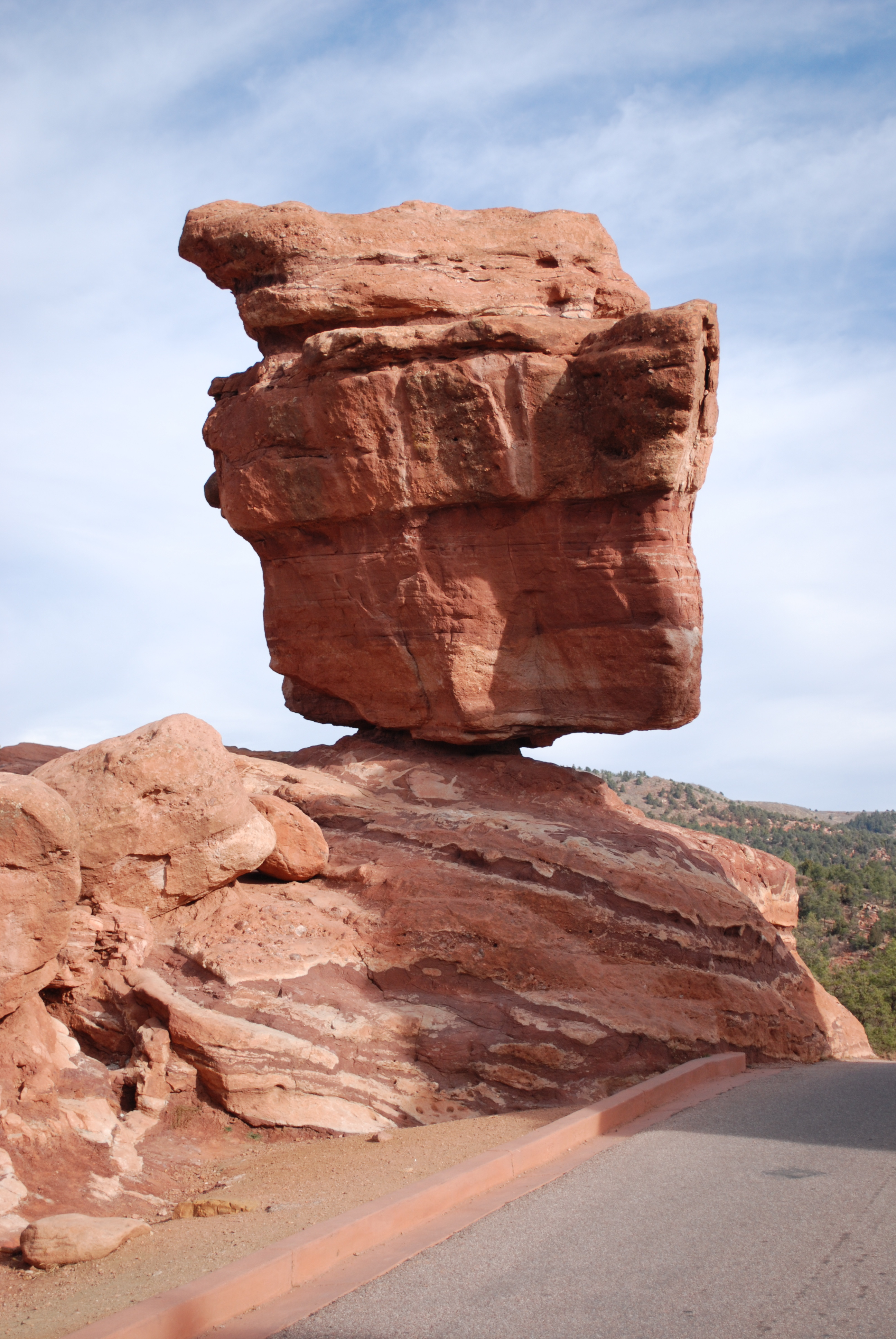
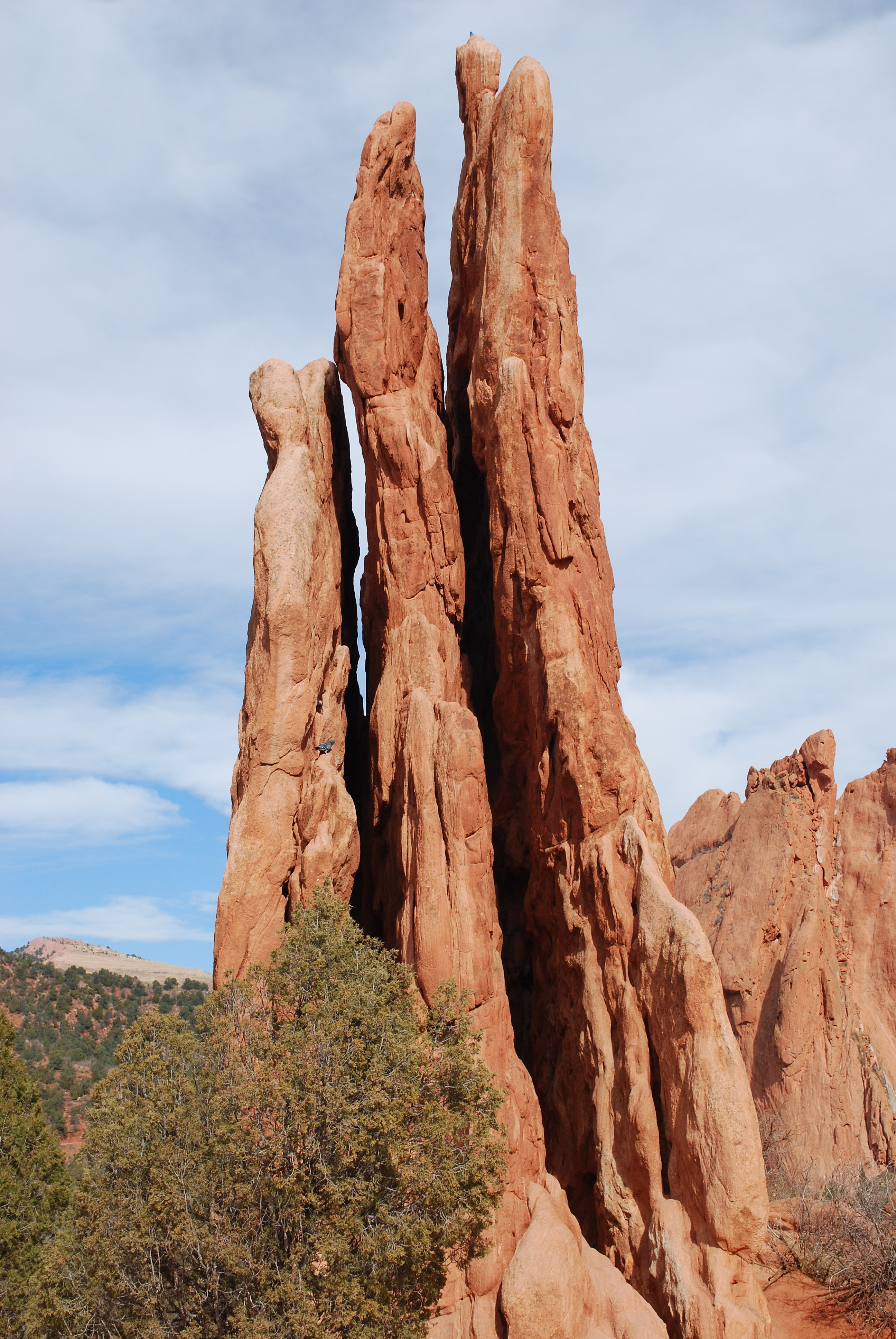